# ブルドッグ (カクテル)
ブルドッグ (Bull-Dog Cocktail) は、カクテルの一つ。各国において、それぞれ異なるレシピのカクテルがブルドッグの名で呼ばれている。

## 日本
日本では、ソルティ・ドッグをスノースタイルにせずに作ったものを「ブルドッグ」と呼ぶことがある。「ブルドッグ」の名称は、鎌倉市のバー「MIKE'S BAR」のオーナーを務める榊原直哉がつけたとされている。
アメリカで改良されたソルティ・ドッグは、1966年夏には日本でも人気となった。しかし、同年冬には客から「寒い冬には塩が似合わない」と指摘され、榊原は塩無しソルティ・ドッグを出すことにした。塩無しソルティ・ドッグは当時のアメリカでは「グレイハウンド・ドッグ」のカクテル名で呼ばれていたが、その由来である同名の犬種は当時の日本で馴染みがなかったため、カクテル名はなかなか浸透しなかった。そこで、日本でも馴染みのある犬種「ブルドッグ」の名称をつけたところ、日本全国に広まった。
レシピの例
- ウォッカ
- グレープフルーツ・ジュース
- 氷

作り方の例
- グラスに材料を入れ、ステアする。

## ヨーロッパ
『サヴォイ・カクテルブック』の記載を挙げる。
レシピの例
- ジン
- オレンジ・ジュース
- ジンジャーエール
- 氷

作り方の例
- グラスに材料を入れ、ステアする。ストローを添えて提供する。

## 北米
1916年にニューヨークで刊行されたカクテルブックに以下のカクテルの記載がある。
レシピの例
- チェリーリキュール
- ホワイトラム
- ライムジュース

作り方の例
氷と共に材料をシェーカーに入れ、シェイクする。
上記のカクテルブックとは別に、1935年に刊行されたカクテルブックでは、ホワイトラムをジンに替えたレシピが記載されている。